# Астенія
Астені́я, також астені́чний стан, астені́чний синдро́м, астені́чна реа́кція, нерво́во-психі́чна сла́бкість, астенодепреси́вний синдро́м, астеноневроти́чний синдро́м (від грец. ἀσθένεια — безсилля, слабкість) — патологічний стан, що виявляється підвищеною стомлюваністю і виснаженням із вкрай нестійким настроєм, ослабленням самовладання, нетерплячістю, непосидючістю, порушенням сну, неспроможністю до тривалого розумового і фізичного напруження, непереносимістю гучних звуків, яскравого світла, різких запахів. У хворих також спостерігають дратівливу слабкість, що виражається підвищеною збудливістю і швидко наступаючим за нею виснаженням, афективну лабільність з переважанням зниження настрою з рисами примхливості і невдоволення, а також слізливістю. Цей синдром є проявом різноманітних порушень.

## Етіологія та патогенез
Астенія виникає в результаті виснаження, захворювань внутрішніх органів, інфекційних хвороб, розладів імунної системи, анемії, ендокринних (гормональних) порушень, інтоксикацій, побічних ефектів лікування деякими медикаментами, емоційних, розумових і фізичних перенапруг, при неправильно організованій праці, відпочинку, харчуванні, а також при нервових і психічних хворобах.
Різні соматичні захворювання та психічні розлади можуть спричинювати астенію (астенічні стани).
Астенія, що розвивається через нервове перенапруження, хвилювання, тяжкі, частіше тривалу стурбованість і конфлікти, називають часто неврастенією. Астенія може настати в початковому періоді захворювань внутрішніх органів (наприклад, при коронарній хворобі), супроводжувати це захворювання як один з його проявів (наприклад, при виразковій хворобі, туберкульозі та інших хронічних захворюваннях) або виникати як наслідок гострого захворювання (запалення легенів, грипу).
Виділяють також астенію гіперстенічну та гіпостенічну. Особливими формами астенії є вітальна астенія (при шизофренії), нейролептична (внаслідок ускладнення лікування антипсихотиками) та тотальна (синдром Штиллера).

## Клінічні ознаки
Прояви астенії залежать від основного соматичного захворювання чи психічного розладу, що викликало її. Так, при атеросклерозі виражені порушення пам'яті і сльозливість; різні головні болі й неприємні відчуття в області серця — при гіпертонічній хворобі. Астенія часто проявляється при неврозах, депресії та алкоголізмі. Симптоми астенії характерні для початкового періоду шизофренії. Уточнення особливостей астенії часто допомагає розпізнаванню основного захворювання.

## Лікування
Лікування спрямоване на усунення основної причини астенії. Необхідно також загальнозміцнююче лікування — застосування глюкози, вітамінів, правильна організація роботи та відпочинку, прогулянки, регулярне та повноцінне харчування, відновлення сну, заняття спеціальними фізичними вправами, але не всі хворі добре сприймають фізичні навантаження. Застосовують також седативні і/або ноотропні засоби.
До основних груп антиастенічних препаратів належать:
- антидепресанти;
- анксиолітики, транквілізатори;
- психостимулятори;
- біполярні нейролептики в невеликих дозах у разі астенії, спричиненої апато-абулічним синдромом.
- ноотропні препарати;
- адаптогени;
- вітаміни;
- актопротектори, антиоксиданти, нейроангіопротектори.[1]